# Răzvan Horia Mironescu
Răzvan Horia Mironescu (n. 13 noiembrie 1967

) este un deputat român, ales în 2012 din partea Partidului Național Liberal.